# Nicolás Zabala
Nicolás Zabala Crespo, «el Menor» (Sevilla, c. 1772 - Cádiz, 6 de enero de 1829) fue un compositor y maestro de capilla español.
Se suele denominar como Nicolás Zabala, «el Menor», para distinguirlo de Nicolás Zabala, «el Ciego», organista de la catedral, y de Nicolás Zabala, «el Mayor», visitador de fábrica.

## Vida
Nacido en Sevilla hacia 1772, se desconoce cuál fue su educación musical.
Aparece por primera vez en las oposiciones de 1792 al magisterio de la Catedral de Burgos, aunque solo se menciona su nombre, sin indicar la posición que ocupaba en ese momento. En marzo de 1791 fallecía el maestro de capilla de Burgos, el aragonés Antonio Abadía, por lo que el magisterio quedaba vacante. Las oposiciones fueron a distancia y se presentaron 10 candidatos: Gregorio Yudego, Antonio Puerta, Nicolás Zabala, Francisco Javier Huerta, Joaquín Acuña, Juan Prenafeta, Manuel Corao, José Morata y Bernardino de Chevarría. Ganaría 
Gregorio Yudego.
Parece que entre 1791 y 1796 ocupó el magisterio de la Colegiata de San Salvador de Sevilla. En los primeros años de su magisterio se revisaron los salarios de los músicos y se realizó un nuevo Plan de Música. Así, se definieron cuatro salarios para el maestro de capilla de 500 reales, así como otros tres para músicos de voz de igual valor; además se definieron tres salarios de 400 reales para tres instrumentistas, quedando pendientes otros tres cargos.
En 1793 se presentó sin éxito a las oposiciones para el magisterio de la Catedral de Gerona, aunque estas se resolvieron por informes, sin que los candidatos tuviesen que presentarse o ni siquiera enviar composiciones para ser evaluadas, que finalmente serían ganadas por Rafael Compta. Lo intentó de nuevo en 1796 en la Catedral de Granada, que había quedado vacante debido a la muerte del maestro Tomás de Peñalosa. El examen se realizó por envío de composiciones y finalmente el cargo sería para Vicente Palacios.
En febrero de 1796 se presentó a las oposiciones para el magisterio de la Catedral de Cádiz, pero sin éxito. Sin embargo, en noviembre de ese mismo año conseguía por oposición la organistía primera de la misma catedral, para la que nombrado de forma interina el 20 de diciembre de 1796. De hecho, fue de forma interina porque el incumbente anterior, Luis de Mendoza, todavía estaba vivo y hubo que esperar al fallecimiento de este para que Zabala consiguiese en febrero de 1798 la titularidad.
Tuvo algunas dificultades iniciales por su estilo expresivo, novedoso en Cádiz. El deán se quejó de que «el organista, en los intermedios de la misa, solía tocar algunos juguetes poco dignos de la gravedad que pide un acto tan sagrado.» Pero el cabildo pronto apreció las cualidades musicales del organista, de forma que tras el fallecimiento del maestro Juan Domingo Vidal, se le encargó un Te Deum «de regular duración y música de buen gusto» para celebrar el ascenso al trono de Fernando VII. El cabildo quedó tan satisfecho que el 2 de mayo de 1808 fue nombrado maestro de capilla interino, «hasta ka formal provisión de empleo por concurso de oposición, sin prejuicio de la plaza de organista primero que obtiene, la cual deberá desempeñar en cuanto sea compatible con dicho magisterio». Finalmente fue nombrado como titular del cargo el 4 de septiembre de 1815.
Permaneció en el cargo hasta su fallecimiento en Cádiz el 6 de enero de 1829 a los 57 años. Sus funerales fueron en la catedral, donde fue enterrado en la cripta de la Catedral nueva. Una noticia en la La Correspondencia de España informaba:

El Ayuntamiento de Cádiz ha concedido un nicho gratis para Zabala, presbítero, maestro de Capilla de la Catedral, que fue digno continuador de esclarecidos compositores que llevaron la música religiosa en España a la grande altura que la hace objeto de admiración y envidia de las demás naciones.
La Correspondencia de España (1879)

## Obra
En el archivo de la Colegiata de San Salvador se conservan solo unas pocas obras: dos Misas, un Responsorio, cinco Motetes, un Te Deum, una Salve y Letanías y un Villancico. En la Catedral de Cádiz se conservan 236 composiciones de Zabala. Su obra es en su práctica totalidad de carácter religioso.
En 1812 Zabala compuso un Te Deum en celebración de la proclamación de la primera Constitución española. La obra se usó como himno celebratorio ante los diputados doceañistas y la Regencia en la Iglesia del Carmen. Doscientos años después, en 2012, durante las celebraciones del bicentenario, se volvió a estrenar la obra en la misma localización. La obra ha sido interpretada posteriormente en varias ocasiones.